# A windsori víg nők

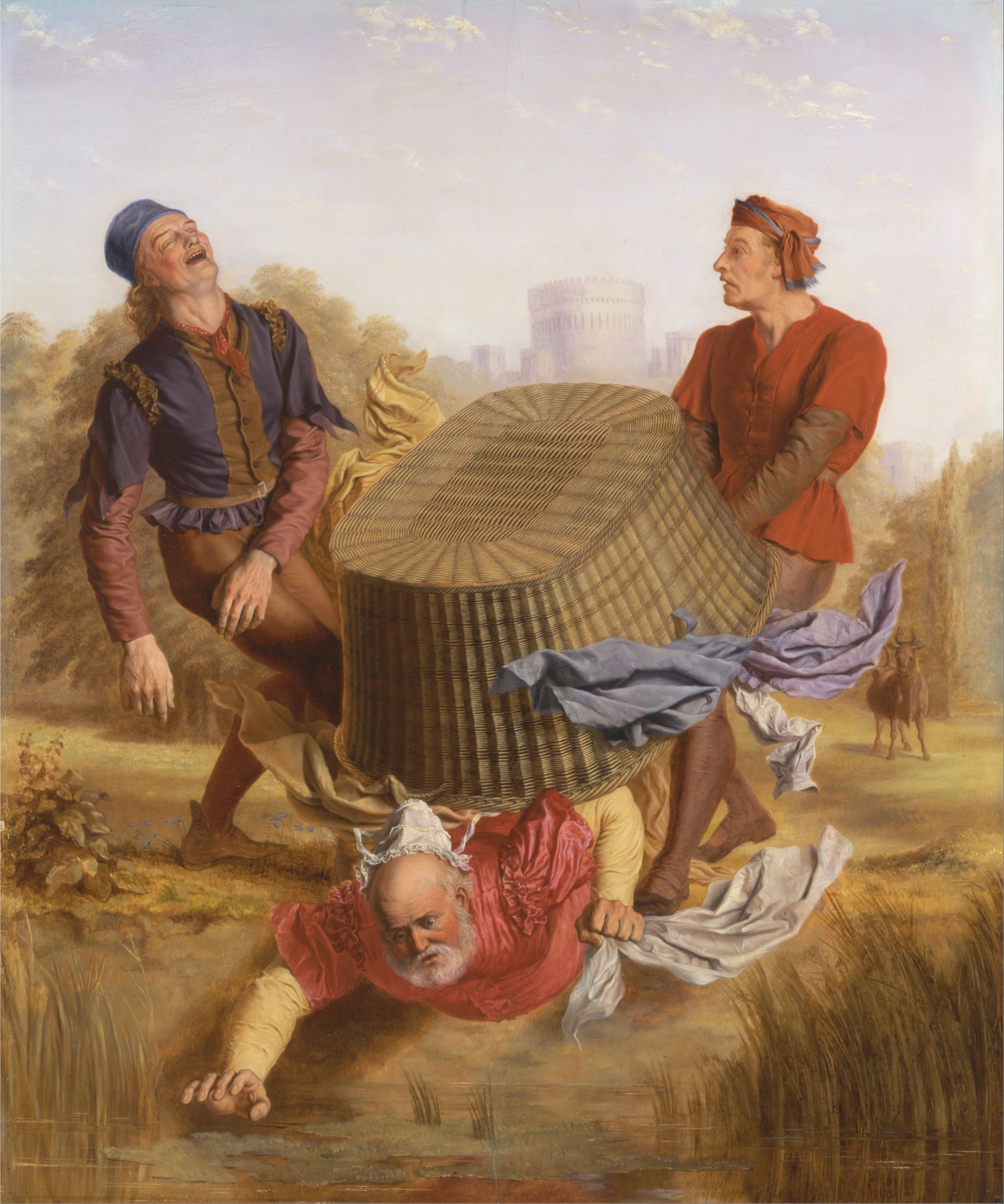
John S. Clifton: Falstaffot bedobják a szennyesládával a folyóba. Harmadik felvonás, harmadik szín

A windsori víg nők vagy asszonyok (eredeti címén The Merry Wives of Windsor) William Shakespeare valamikor 1597 és 1601 között írott komédiája. A darab főszereplője Falstaff, akinek terve, hogy elcsábítsa Windsor városának két gazdag asszonyát visszafelé sül el. Bár a darab nem tartozik Shakespeare legismertebb művei közé, abból a szempontból különleges, hogy ez az egyetlen komédiája, amely Nagy-Britanniában játszódik.
A darabnak két magyar fordítása ismert. Az első Rákosi Jenő fordítása A windsori víg asszonyok címmel 1868 körül keletkezett. Az újabb fordítást Márton László és Révész Ágota írta 1989-ben A windsori víg nők címmel.

## Keletkezése
A darabnak két változata létezik: az 1602-ben kiadott kvartó műnek egy korai és rövidebb változata, míg a teljes változat az 1623-ban kiadott Első Fólióban jelent meg, majdnem negyed évszázaddal azután, hogy a darabot először bemutatták.
A mű keletkezéséhez kapcsolódik egy legenda, melynek az első terjesztői Leslie Hotson és William Green voltak. A legenda szerint az 1597. április 23-án a Garter ceremónián a Térdszalagrendbe megválasztott George Carey tiszteletére készült a darab. Az egyik elképzelés szerint a darabot maga Carey rendelte meg, de a közkedvelt történet úgy tartja, hogy Shakespeare Erzsébet királynő kívánságára írta a darabot, aki szerette volna látni Falstaffot szerelmesen. A Lordkamarás Emberei színtársulat többször is fellépett a királyi udvarban, és Falstaff karaktere már ismert volt a királynő számára a IV. Henrik című darabból.

## Szereplők
| Angol név              | Márton és Révész fordítása | Rákosi Jenő fordítása        | Leírás                    |
| ---------------------- | -------------------------- | ---------------------------- | ------------------------- |
| Sir John Falstaff      | Sir John Falstaff          | Falstaff jános lovag         |                           |
| Fenton                 | Fenton                     | Fenton                       |                           |
| Shallow                | Kevés                      | Silány                       | Békebíró                  |
| Slender                | Keszeg                     | Nyurga                       | Az unokaöccs              |
| Sir Hugh Evans         | Sir Hugó Evans             | Evans Hugo                   | Walesi pap                |
| Dr. Caius              | Dr. Caius                  | Dr. Cajus                    | Francia orvos             |
| Ford                   | Ford                       | Hab                          | Windsori polgár           |
| Page                   | Page                       | Pázsi                        | Windsori polgár           |
| William Page           | William                    | Vilmos                       | Page fia                  |
| Bardolph               | Bardolph                   | Bardolph                     | Falstaff cimborája        |
| Pistol                 | Pistol                     | Pistol                       | Falstaff cimborája        |
| Nym                    | Nym                        | Nym                          | Falstaff cimborája        |
| Host of the Garter Inn | A „Térdszalaghoz” fogadósa | A „Térdszalaghoz” vendéglőse | A „Térdszalaghoz” gazdája |
| Robin                  | Robin                      | Robin                        | Falstaff apródja          |
| Simple                 | Kence                      | Simplicius                   | Keszeg szolgája           |
| Rugby                  | Rugby                      | Kóficz                       | Dr. Caius szolgája        |
| Mistress Ford          | Fordné                     | Habné                        |                           |
| Mistress Page          | Page-né                    | Pázsiné                      |                           |
| Anne Page              | Anna                       | Pázsi Anna                   | Page lánya                |
| Mistress Quickly       | Sürge asszony              | Fürgéné                      | Dr. Caius házvezetőnője   |
| Servants to Page, Ford | Page és Ford szolgái       | Pázsi, Hab inasai            |                           |

## Cselekmény

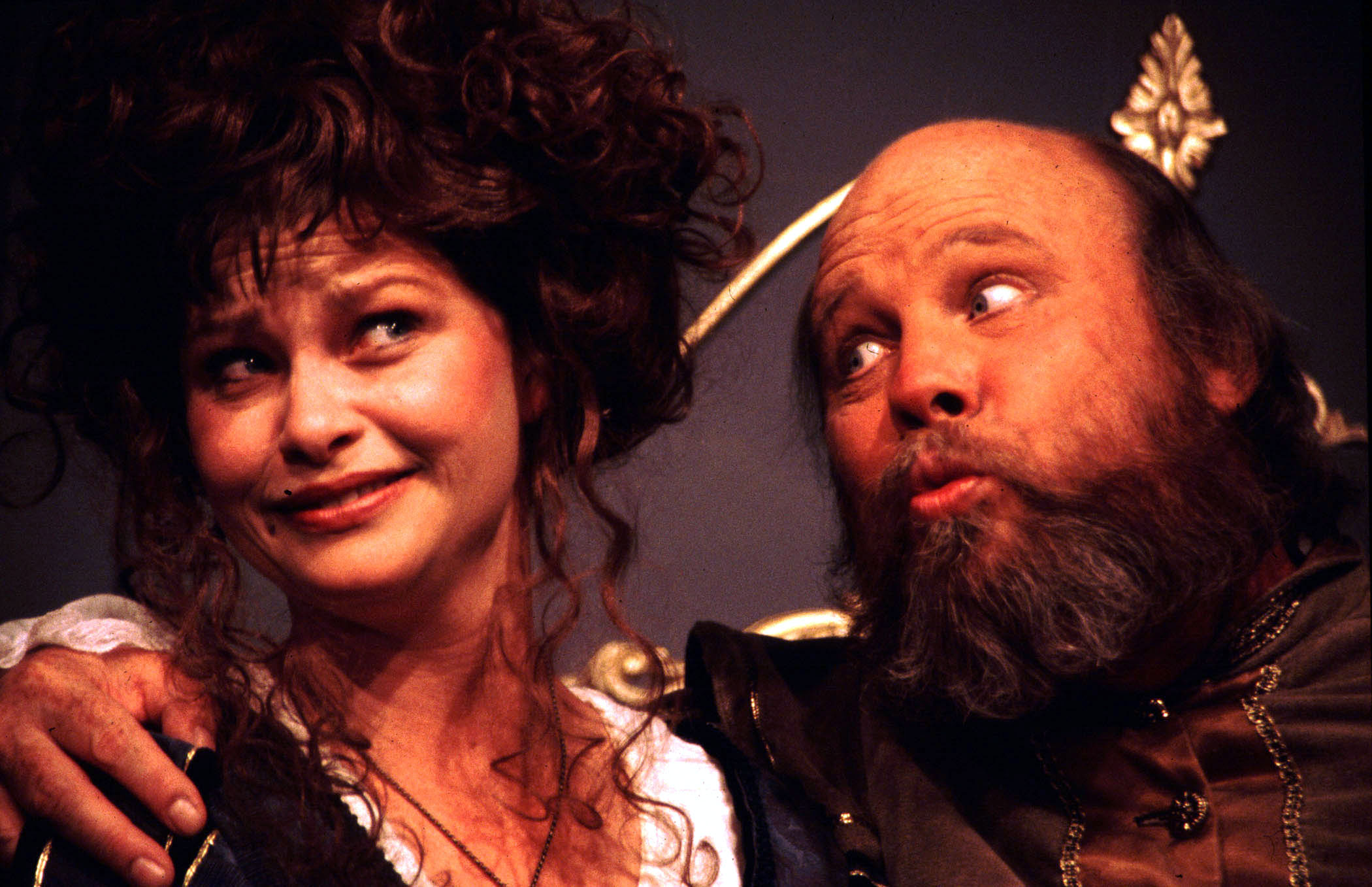
Page-né (Julie Hughett) és Falstaff (John Rousseau) a Windsori víg nőkben a Golden Bough Playhouse előadásában (1999).

### Első felvonás

#### Első szín
Kevés eldicsekszi Keszegnek és a walesi Evansznak, hogy a felmenői egyenrangúak Falstafféval. Keszeg szeretne megházasodni, ezért Evansz megemlíti, a hajadon Page Annát, aki most örökölt kisebb vagyont nagyapjától. Elindulnak Page úr házához, ahol találkoznak Falstaffal és követőivel. Keszeg és Kevés lopással vádolják Falstaffot, aki nagyképűen beismeri tettét. Bemennek a házba Keszeg és Anna kivételével, akik kellemetlenül próbálnak beszélgetésbe elegyedni.

#### Második szín
Evansz levélben arra kéri Sürge asszonyt, hogy vegye rá Annát, hogy összeházasodjon Keszeggel. A levelet Keszeg szolgája, Kence viszi el doktor Caius házába.

#### Harmadik szín
Falstaff elterveli, hogy elcsábítja Fordnét és Page-nét, hogy megszerezze a vagyonukat. Levelet ír a két asszonynak, melyeket azonban Pistol és Nym nem hajlandó kézbesíteni. Az apródja, Robin viszi el a levelet, Pistol és Nym pedig bosszúból elhatározzák, hogy elmondják Falstaff tervét Page úrnak és Ford úrnak.

#### Negyedik szín
Caius megtalálja Kencét a levéllel, és miután ő is feleségül akarja venni Annát, párbajra hívja Evanszot. Sürge asszony megígéri Fentonnak is, hogy segíteni fog neki elnyerni Annát, amiért pénzt kap Fentontól.

### Második felvonás

#### Első szín
Page-né és Fordné sértőnek érzik Falstaff levelét és bosszút tervelnek. Pistol és Nym elárulja Page-nek és Fordnak, hogy Falstaff keríti a feleségüket. Page nem hisz nekik, a féltékeny Ford azonban aggódni kezd. A Fogadós és Kevés útban vannak Caius és Evansz párbajára. Ford lefizeti a Fogadóst, hogy mutassa be Falstaffnak „Brook” álnévvel, hogy kiderítse, mi az igazság.

#### Második szín
Sürge asszony elviszi Page-né és Fordné leveleit Falstaffnak, melyekben mindketten találkozót ígérnek neki. Ford megérkezik Brook álruhában, és biztatja őt, hogy csábítsa el Fordnét. Falstaff elárulja neki, hogy pont aznap reggel találkozik az asszonnyal.

#### Harmadik szín
A Fogadós, Kevés, Keszeg és Page úr meggyőzik Caius doktort, hogy nem kell megölnie Evanszot. Kevés és Page úr elindulnak Evanszért, akinek másik találkahely lett megadva a párbajra.

### Harmadik felvonás

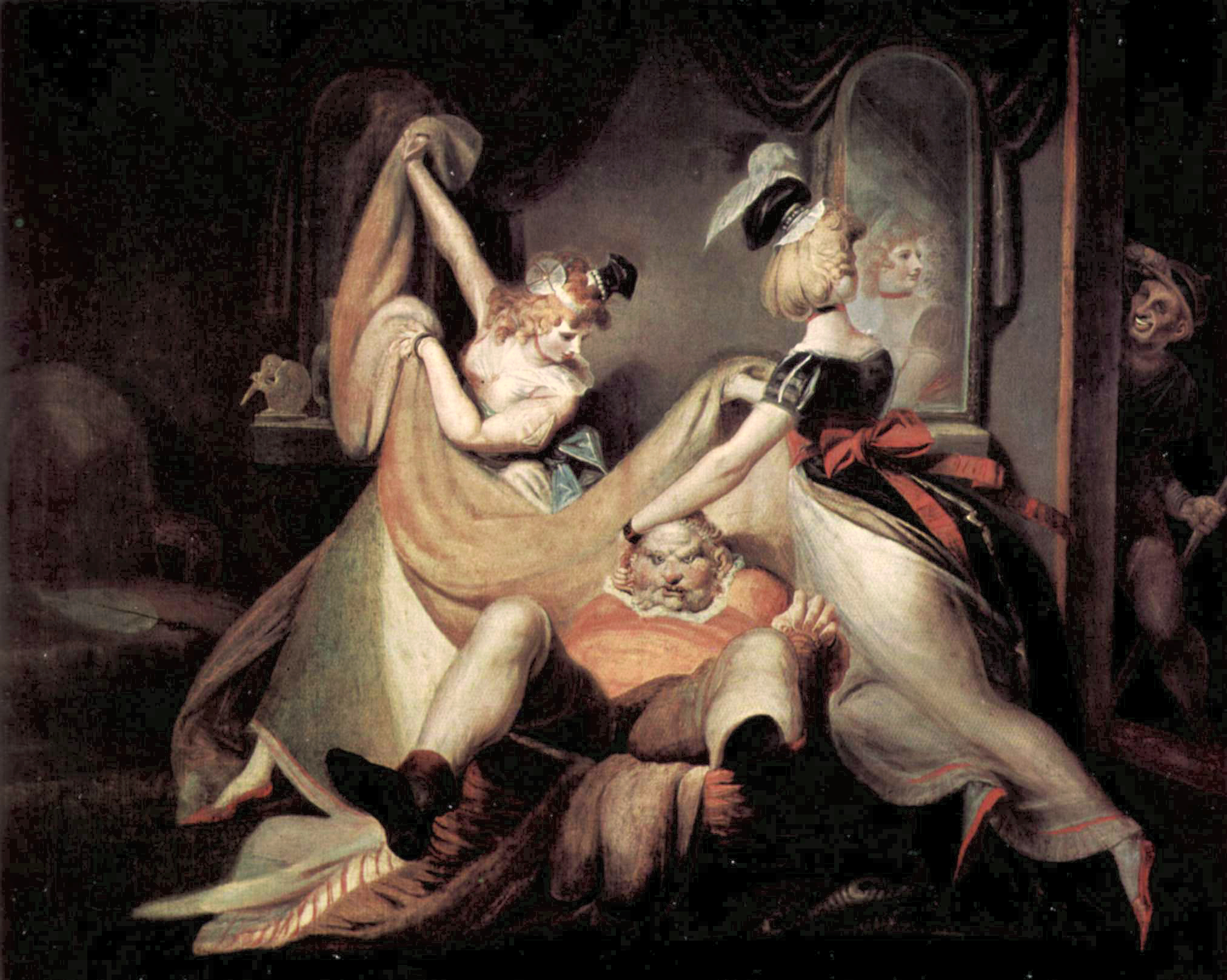
Henry Fuseli: Falstaff a szennyeskosárban. harmadik felvonás, harmadik szín

#### Első szín
Evansz várja Caiust, de Page és Kevés felvilágosítják, hogy nem lesz párbaj. A Fogadós és Caius megérkeznek, és a két párbajozó rájön, hogy átverték őket. Bosszút forralnak a Fogadóson.

#### Második szín
Ford le akarja leplezni Falstaffot és a feleségét, ezért meghívja a párbajról érkező csoportot a házába. Kevés és Keszeg elmennek Annát meglátogatni. Page támogatja Keszeget, míg felesége Caius doktor pártján áll. Egyikőjük sem kedveli Fentont.

#### Harmadik szín
Falstaff megérkezik Fordnéhoz, és udvarolni kezd neki. Page-né is megérkezik, és figyelmezteti őket, hogy jön Ford úr. Elbújtatják Falstaffot a szennyeskosárba, amit két szolgáló elvisz. Ford átkutatja a házat, de nem találja. Page, Evansz és Caius ostobának tartják Fordot, a két asszony pedig jót nevet Falstaffon, akit a szennyessel együtt behajították a folyóba.

#### Negyedik szín
Anna és Fenton szökést terveznek. Anna megkérdezi Keszeget, hogy mik a tervei, mire Keszeg bevallja, hogy csak a többiek biztatják. Anna szülei veszekedésbe elegyednek Fentonnal. Anna kijelenti, hogy se Keszeg, se Caius nem kell neki. Sürge asszony ismét pénzt kap Fentontól, és elhatározza, hogy a három közül főleg Fentonnak fog segíteni.

#### Ötödik szín
Falstaff bocsánatkérő levelet kap Forndétól, amiben új találka van megadva. Ford megérkezik Brook álruhában, és megtudja, hogyan menekült meg Falstaff a rajtaütéstől. Újra elhatározza, hogy rajtakapja őket.

### Negyedik felvonás

#### Első szín
Evansz a fiatal William Page-t felelteti latin nyelvtanból, Sürge asszony pedig komikus értetlenséggel hallgatja.

#### Második szín
Falstaff újra meglátogatja Fordnét, de Page asszony is újra megjelenik, hogy bejelentse, Ford úr közeledik. A két asszony beöltözteti Falstaffot egy öreg nőnek, akit Ford különösen utál. Ford újra átkutatja a házat és mérgében elveri a „vénasszonyt” és elzavarja. A két asszony felvilágosítja a férfiakat az átverésről, és beavatják őket az utolsó tervükbe.

#### Harmadik szín
Bardolph bejelenti a Fogadósnak, hogy három német lovat akar venni. A Fogadós eldönti, hogy megkopasztja őket a lovak árával.

#### Negyedik szín
Page-ék, Fordék és Evansz eltervezi, hogy Falstaff Herne vadásznak beöltözve fog megjelenni az erdőben, aganccsal a fején. A gyerekek tündérnek és koboldnak öltözve fogják csipkedni, míg be nem vallja bűnös cselszövéseit. Page eltervezi, hogy ezalatt Keszeg majd megszökteti Annát, hogy összeházasodjanak. Page-né eltervezi, hogy Caius doktor szökteti meg Annát.

#### Ötödik szín
Falstaff mérgelődik, hogy álruhába öltöztették és megverték. Evansz és Caius figyelmeztetik a Fogadóst, hogy a németekben nem lehet megbízni. A Fogadós rájön, hogy kirabolták. Sürge asszony érkezik Falstaffhoz, hogy elmondja az új találka részleteit.

#### Hatodik szín

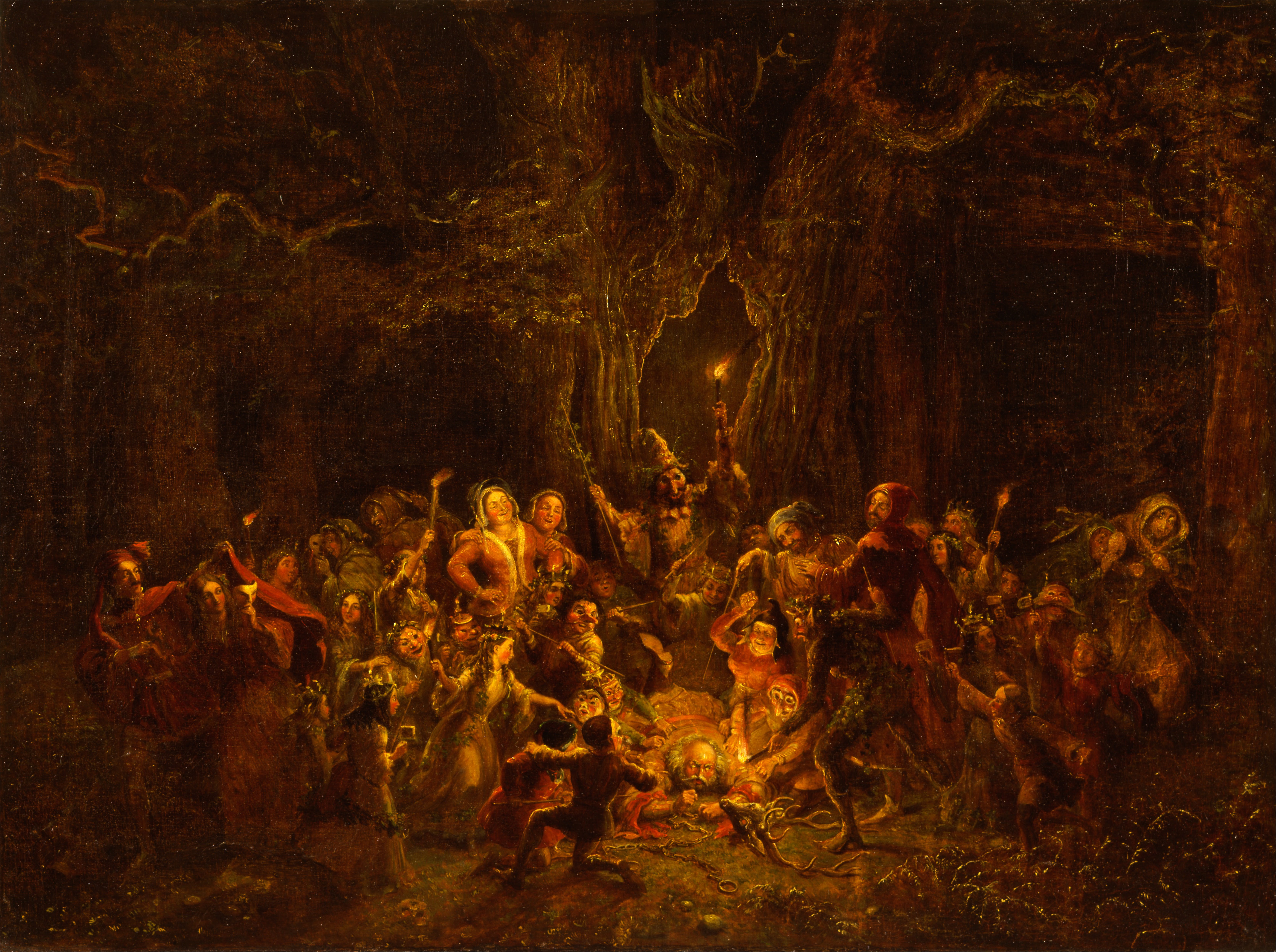
George Cruikshank: Herne tölgye a Windsori víg nőkben

Anna rájön szülei terveire, és elhatározzák Fentonnal, hogy megszöknek. Fenton lefizeti a Fogadóst, hogy keressen lelkészt.

### Ötödik felvonás

#### Első szín
Ford Brook álruhában érkezik Falstaffhoz, aki biztosítja, hogy aznap este végre sikerül a tervük.

#### Második szín
Page, Kevés és Keszeg az árokban bujkálva várják a pillanatot, hogy Keszeg megszöktethesse Annát.

#### Harmadik szín
Az asszonyok Caiusszal készülnek a pillanatra, hogy a doktor megszöktethesse Annát.

#### Negyedik szín
Evansz és a gyerekek elbújnak, hogy majd ráijesszenek Falstaffra.

#### Ötödik szín
Falstaff Herne vadásznak öltözve megérkezik az erdőbe. Az asszonyok is megérkeznek Falstaff örömére, de rögtön el is szaladnak. Evansz, Pistol, Sürge asszony, Anna és a gyerekek tündérnek és koboldnak álcázva rémisztgetni kezdik Falstaffot. Keszeg és Caius közben elszaladnak egy-egy tündérrel, miközben Fenton megszökik Annával. Page, Ford és az asszonyok felfedik magukat a megszégyenült Falstaff előtt. Keszeg és Caius visszatérnek elpanaszolni, hogy postáslegényeket szöktettek meg. Fenton és Anna összeházasodva térnek vissza, és Anna szülei végre elfogadják Fentont vejüknek. A vidám társaság meghívja Falstaffot egy közös ünneplésre a Ford házba.

## Témák

### Nők szerepe
A darab egyik fő témája a városi háziasszonyok helyzete, akik az események mozgatórugói is egyben. A háziasszonyok erős és önálló személyiségek, akik megtanítják a férfiakat, hogy ne avatkozzanak bele a nők dolgaikba, valamint ne kételkedjenek a nők erkölcseiben és képességeikben. Az asszonyok szókimondóak, önállóak és elég ravaszak ahhoz, hogy átverjék a férfiakat. Page-né és Fordné urai a háztartásuk irányításának és költségeinek. A háztartáson kívül a közösség dolgait is a kezükbe veszik. Az asszonyok a házasság és a rend hívei, ezért megleckéztetik Falstaffot, aki meg akarja zavarni a nyugodt életüket, és megleckéztetik Fordot, aki hűtlenséggel vádolja őket. A darab további két nő szereplői, Sürge Asszony és Page Anna nem házasok és ezért nincs olyan hatalmuk, mint Page-nének vagy Fordnénak. Ennek ellenére ők is elég ravaszak ahhoz, hogy a férfiakat úgy irányítsák, hogy az nekik minél kedvezőbb legyen.

### Féltékenység
Shakespeare rengeteg drámájának központi témája a féltékenység, legyen az komédia vagy tragédia. A Windsori víg nők azonban különleges ebből a szempontból, mivel ez az egyetlen darab, amelyben az őrülten féltékeny férj megjavul vagy megváltozik, anélkül, hogy a meggyanúsított feleség látszólagosan, vagy valóságosan meghalna, mint például Hero a Sok hűhó semmiért című komédiában, vagy Desdemona az Othello című tragédiában. A féltékeny férj, Ford túlzott erőfeszítést tesz, hogy látványos bizonyítékot találjon felesége hűtlenségére. Maga tüzeli a féltékenységét, míg a körülötte állók próbálják lecsillapítani. Fordé nem csak a féltékeny férj, hanem egyben a felbujtó szerepe is, hiszen „Brook” álruhában ő maga adja a lovat Falstaff alá, hogy csábítsa el feleségét.

## Magyar színházi előadások
Az Országos Színháztörténeti Múzeum és Intézet digitális adattára szerint a Windsori víg nőket eddig összesen 20 rendezés dolgozta fel.
A darabot Magyarországon először Windsori csalfa asszonyok címmel mutatták be 1854-ben, a Nemzeti Színházban Szigligeti Ede rendezésében és Gondol Dániel fordításában. Az 1800-as években ezen kívül még egy feldolgozás volt, 1882-ben a Kolozsvári Nemzeti Színház által, már a Rákosi Jenő fordításban, Windsori víg asszonyok címmel. Mindkét darab ötfelvonásos volt.
A 20. században további tíz rendezés született: 1914-ben a Kolozsvári Nemzeti Színház produkciója, 1929-ben a Budapesti Nemzeti Színházban, 1953-ban a Szegedi Nemzeti Színházban, 1959-ben ismét a Budapesti Nemzeti Színházban Major Tamás rendezésében és Devecseri Gábor fordításában, 1961-ben a Miskolci Nemzeti Színházban, 1969-ben a kaposvári Csiky Gergely Színházban, 1975-ben a József Attila Színházban, 1987-ben a Színház- és Filmművészeti Főiskolán, és 1994-ben a Kisvárdai Várszínházban Horváth Z. Gergely rendezésében.
A 2000-es években a dráma felkapott lett, és Magyarországon 2018-ig nyolc színház mutatta be a darabot. Az első ősbemutató 2003-ban született a Kavilló Tanyaszínházban Mezei Zoltán rendezésében. Ugyanezt az előadást még ebben az évben az Újvidéki Magyar Színház is bemutatta. 2004-ben a Pesti Magyar Színház mutatta be Pinczés István rendezésében és a Márton László, Révész Ágota fordításában. 2005-ben a Veszprémi Petőfi Színház Valló Péter rendezésében volt műsoron az előadás. 2007-ben a kaposvári Csiky Gergely Színház és a kecskeméti Katona József Színház, valamint az Egervári Várszínház is bemutatta a darabot, az utóbbi kettő Bodolay Géza rendezésében. 2014-ben a Győri Nemzeti Színházban Valló Péter rendezésében volt látható. Legutóbbi bemutatója 2024 november 9-én a Székesfehérváron a Vörösmarty Színházban volt Szikora János rendezésében. Ennek érdekessége, hogy az előadás a Komáromi Jókai Színházzal koprodukcióban valósult meg. Komáromban 2024 október 11-én mutatták be. Falstaffot Gál Tamás, Jászai Mari-díjas színművész, a Komáromi Jókai Színház igazgatója alakította.

## Filmadaptációk
- 1950: Die lustigen Weiber von Windsor, Német Demokratikus Köztársaság, rend. Georg Wildhagen[10]
- 1965: Die lustigen Weiber von Windsor, Ausztria, rend. Georg Tressler[11]
- 1980: The Merry Wives of Windsor, USA , rend. Jack Manning[12]
- 1982: The Merry Wives of Windsor, UK, rend. David Hugh Jones[13]
- 2011: The Merry Wives of Windsor, UK, rend. Christopher Luscombe[13]

## Magyarul
- A' windsori víg nők. Vígjáték; ford. Lemouton Emilia; Trattner, Pest, 1845 (Shakspeare Vilmos' összes színművei)
- A windsori víg nők; ford. Márton László, Révész Ágota; in: Színház, 1990/júl.